# Улица Карла Маркса (Луганск)
Улица Ка́рла Ма́ркса — одна из старейших улиц города Луганска, расположенная в Ленинском районе города. Движение одностороннее. Более 70 % домов на улице находятся в частной собственности.

## История
Застройка улицы каменными домами началась в середине XIX века. Нижние этажи построенных особняков использовались в коммерческих целях, верхние служили апартаментами для владельцев, во дворах размещались сараи, амбары и подвалы.
Историческое название улицы — «Казанская» — происходит от названия Казанской церкви, располагавшейся в западной части улицы. Её строительство началось в 1861 году за счёт Союза купцов и мещан Луганского литейного завода с разрешения епархиального руководства. Строительство завершилось в 1864 году. Храм был взорван в советские времена.
На улице находится 26 памятников архитектуры, самыми выдающимися из которых является здание городской управы и помещения Азово-Донского коммерческого банка. В первом ныне находится музей истории и культуры города Луганска, в другом офис Проминвестбанка.

## Планы по реконструкции
В 2012 году появились планы по реконструкции улицы. Концепцию за авторством городского головы изложил главный архитектор города Вячеслав Женеску, детализировал идею мэр Сергей Кравченко. Пояснения к визуализации проекта журналистам давали Вячеслав Женеску и Геннадий Дерябкин — архитектор, директор ООО «Проектное бюро „Модуль“», ведущей разработку.
«Благоустроительная» часть проекта предусматривает работу над стилистикой лавочек, светильников, ограждений. Также рассматривается конкретное применение разного типа мощения на пешеходной и проезжей части, их органичная стыковка. Расширять дорогу не планируется — просто некуда, на Карла Маркса сохранится одностороннее движение.

## Описание
На улице находятся:
- Городская стоматологическая поликлиника № 2.
- Музей истории и культуры города Луганска[5].
- Казанская церковь.
- Музыкальная школа № 1.
- Памятник донским казакам.
- Памятник Борцам Революции[6].
- Здание, где размещался штаб Луганского коммунистического полка (ул. К. Маркса, 26), установлена чугунная мемориальная доска с текстом: «В этом здании в 1919 г. находился штаб Луганского коммунистического полка»[7].
- Памятник «Трофейные /английские/ танки»[8].